# Теоктиста
Теоктиста (грч. Θεοκτίστη), такође позната као Флорина (Φλωρινα), била је мајка византијске царице Теодоре из 9. века, жене цара Теофила.

## Живот
Теоктиста Флорина била је супруга Марина, официра у византијској војсци са чином турмарша или дроунгариоса. Породица је првобитно живела у граду Ебиса у Пафлагонији или је потицала из њега. Неки модерни генеалози, укључујући Сирила Туманова и Николаса Адонца, сугеришу да Марин потиче из јерменског племићког клана Мамиконијана. Међутим, према Нини Гарсојан у Оксфордском речнику Византије, „макар да је привлачна, ова теза се не може доказати због недостатка извора“. 
Са Марином, Теоктиста је имала два сина, Варду и Петронаса, и четири ћерке, Теодору, Софију, Марију и Ирину.   Године 821. или 830. (датум је споран), Теодора се удала за Теофила, који је 829. наследио свог оца цара Михаила II Аморијца (владао 820–829) као цар. Крунисањем своје ћерке за царицу, и Теоктиста је почаствована узвишеном титулом зосте патрикије. Отприлике у исто време купила је од патрикија Никита вилу у Цариграду, у кварту Псаматија, која је постала њена резиденција.  
За разлику од њеног зета цара Теофила, који је био ватрени иконоборац,  Теоктиста је (наводно) била иконодула. Не само да је помагала прогоњене иконодуле, већ када би је Теодориних пет ћерки посетило у њеној кући, она би их поучавала поштовању икона, на велику љутњу цара Теофила, који је својим ћеркама забрањивао да пречесто посећују своју баку.   Њена кућа је касније — вероватно још за време Теофилове владавине (829–842) — претворена у манастир Гастрију. Ту су сахрањени Теоктиста и Света царица Теодора, као и остали чланови породице.  
Од њене друге деце, Барда и Петронас ће постати главне личности у владавини Теодориног и Теофиловог сина, цара Михаила III ( в. 842–867 ); Софија се удала за магистра Константина Бабуцикоса; Марија, позната и као Каломарија („Марија прелепа“) се удала за патрикија и касније магистра Арсабера; док се Ирена удала за патрикија Сергија, брата или ујака будућег патријарха цариградског Фотија. 